# Metatrichia robusta
Metatrichia robusta är en tvåvingeart som beskrevs av Krober 1913. Metatrichia robusta ingår i släktet Metatrichia och familjen fönsterflugor.
Artens utbredningsområde är Paraguay. Inga underarter finns listade i Catalogue of Life.